# Ambrosius Ayzo van Boelens
Ambrosius Ayzo van Boelens (Hardegarijp, 19 maart 1766 – Olterterp, 30 november 1834) uit het geslacht Van Boelens was onder andere lid van de Tweede Kamer, raadsheer van het Hof van Friesland en president van de rechtbank te Heerenveen.

## Biografie

Stamwapen

Ambrosius Ayzo was de zoon van Boelardus Augustinus van Boelens en Anna Mellinga. Hij werd op 19 maart 1766 geboren in Hardegarijp. Hij studeerde Romeins en hedendaags recht (gepromoveerd op stellingen) aan de Hogeschool te Harderwijk, tot 3 februari 1790. Hij was in 1792 commies op het secretariaat van het provinciaal bestuur van Friesland, in 1800 lid van het departementsbestuur van de Eems, in 1801 raadsheer in het Hof van Friesland, in 1812 president van de rechtbank te Heerenveen. Voor het departement Friesland was hij op 29 en 30 maart 1814 aanwezig bij de Vergadering van Notabelen. In 1825 werd hij lid van de Tweede Kamer en in 1831 grietman van Opsterland. Hij trouwde met Suzanna Cornelia Trotz; zij kregen negen kinderen. Hij stierf op 30 november 1834 in Olterterp.

## Grafheuvel
Hij liet een grafheuvel opwerpen net buiten Olterterp. Hier liggen hij en enkele van zijn nakomelingen begraven.
- Biografisch Portaal: 59308812
- Digitale Bibliotheek voor de Nederlandse Letteren: boel013
- International Standard Name Identifier: 0000 0003 8773 4252
- Nederlandse Thesaurus van Auteursnamen: 071059539
- Parlement.com: vg09llqur1uh
- Virtual International Authority File: 280731093
- WorldCat: E39PBJfRFgm8bchjFYdwBHvWDq